# Friedrich Ueberweg
Friedrich Ueberweg, född 22 januari 1826 i Leichlingen i närheten av Solingen, död 9 juni 1871 i Königsberg, var en tysk filosof.
Ueberweg blev 1862 extra ordinarie och 1867 ordinarie professor i filosofi i Königsberg. Han var lärjunge till Friedrich Eduard Beneke och betecknade själv sin ståndpunkt som idealrealismens, men närmade sig sedan under inflytande av Heinrich Czolbe materialismen. Mest bekant är han genom System der Logik und Geschichte der logischen Lehren (1857; 5:e upplagan 1882) och framför allt genom sin med rikhaltig bibliografi försedda Grundriss der Geschichte der Philosophie (3 band, 1863–1866, varav del I i 10:e upplagan utgivits av Karl Praechter 1909, del II i 10:e upplagan av M. Baumgartner 1915 och del III i 11:e upplagan av K. Oesterreich 1916). Jämför M. Bräsch, Die Welt- und Lebensanschauung F. Ueberwegs in seinen gesammelten philosophisch-kritischen Abhandlungen (1889).